# Tavon Wilson
Tavon Wilson (Washington, 19 marzo 1990) è un giocatore di football americano statunitense che gioca nel ruolo di safety per i San Francisco 49ers della National Football League. Fu scelto nel corso del secondo giro (48º assoluto) del Draft NFL 2012 dai New England Patriots. Al college ha giocato a football a Illinois.

## Carriera

### New England Patriots
Pronosticato come una scelta degli ultimi giri, Wilson fu scelto invece al secondo giro come 48º assoluto dai Patriots a causa della sua versalità che gli consente di giocare sia come defensive back che come safety. Il 15 maggio firmò il suo contratto quadriennale con la franchigia.
Nella settimana 11 contro gli Indianapolis Colts, Wilson mise a segno il suo quarto intercetto in carriera ai danni di Andrew Luck. La sua stagione da rookie si concluse con 41 tackle, 4 intercetti e 6 passaggi deviati.
Il primo intercetto della sua seconda stagione, Wilson lo mise a segno nella settimana 16 contro i Baltimore Ravens.

### Detroit Lions
Nel 2016, Wilson firmò con i Detroit Lions.

### Indianapolis Colts
L'11 agosto 2020 Wilson firmò con gli Indianapolis Colts.

### San Francisco 49ers
Il 22 marzo 2021 Wilson firmò un contratto di un anno con i San Francisco 49ers.

## Palmarès

### Franchigia
- Super Bowl : 1

New England Patriots: XLIX
- American Football Conference Championship: 1

New England Patriots: 2014

## Statistiche
| Partite totali      | 29  |
| Partite da titolare | 4   |
| Tackle              | 44  |
| Sack                | 0,0 |
| Intercetti          | 5   |
| Fumble forzati      | 0   |

Statistiche aggiornate alla stagione 2013